# Leviatán de Parsonstown
El Leviatán de Parsonstown es el nombre oficioso del telescopio Rosse de seis pies, un reflector histórico de 72 pulgadas (1,8 m) de apertura. Construido por William Parsons (tercer Conde de Rosse) en su propiedad del castillo de Birr, en Parsonstown (actualmente Birr, en el Condado de Offaly, Irlanda), fue el mayor telescopio del mundo desde 1845 hasta 1917, cuando se construyó el telescopio Hooker, un reflector de 100 pulgadas (2,5 m) de diámetro. 

## Construcción y diseño
Parsons mejoró las técnicas de fundición, amolado y pulido de grandes espejos de telescopio fabricados con metal de espejos (speculum), construyendo máquinas pulidoras accionadas por vapor para dar forma con gran precisión a sus espejos parabólicos. Su espejo de 3 pies (90 cm) de 1839 se fundió en piezas más pequeñas, unidas antes de proceder a su amolado y pulimento; su sucesor de 1840, ya fue fundido en una sola pieza. En 1842, Parsons fabricó su primer espejo de 6 pies (1,8 m) de diámetro, pero tuvo que realizar cinco intentos antes de tener listos dos espejos perfectamente pulidos. Los espejos realizados con speculum perdían su brillo rápidamente; por eso se solía disponer de dos espejos: mientras uno podía ser utilizado en el telescopio, el otro era pulido de nuevo. El tubo del telescopio y la estructura de apoyo estuvieron completos en 1845.

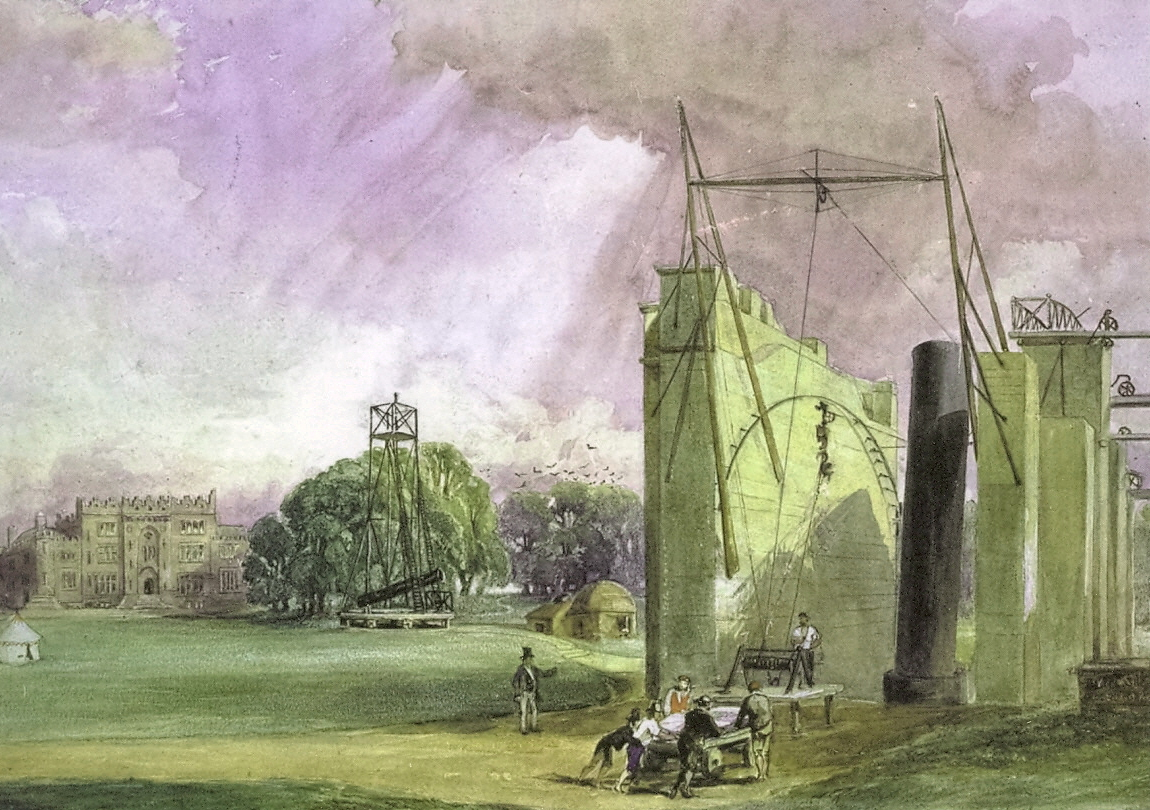
Telescopio de seis pies, telescopio de tres pies, y castillo.

El espejo tenía 5 pulgadas (13 cm) de grueso y pesaba casi 3 toneladas. Esto requirió realizar un bastidor para apoyar el espejo, con el fin de impedir que se deformara bajo su propio peso. La longitud del tubo con el bastidor del espejo era de aproximadamente 54 pies (16.5 m). Incluyendo el espejo, pesaba unas 12 toneladas. El tubo se mantenía unido al espejo por una "junta universal", una bisagra con dos ejes que permitía variar considerablemente la inclinación del tubo respecto a la vertical (modificando su altitud) y también girarlo de izquierda a derecha en menor medida (ajustando de forma limitada su acimut). El rango del acimut estaba limitado por las paredes de apoyo que flanqueaban el tubo en su lado oriental y occidental a aproximadamente una hora (unos 15°). Las paredes estaban separadas entre sí 23 pies (7 m), y tenían 40 pies (12 m) de alto, y 71 pies (21,5 m) de largo. Una cadena y un contrapeso mantenían el telescopio en equilibrio, y otra cadena con un polipasto controlaba la altitud. Un mecanismo de cremallera situado debajo del tubo controlaba su acimut. La viga del mecanismo estaba conectada a la pared de apoyo oriental, donde accionaba el arco de hierro que permitía ajustar la altitud del telescopio.

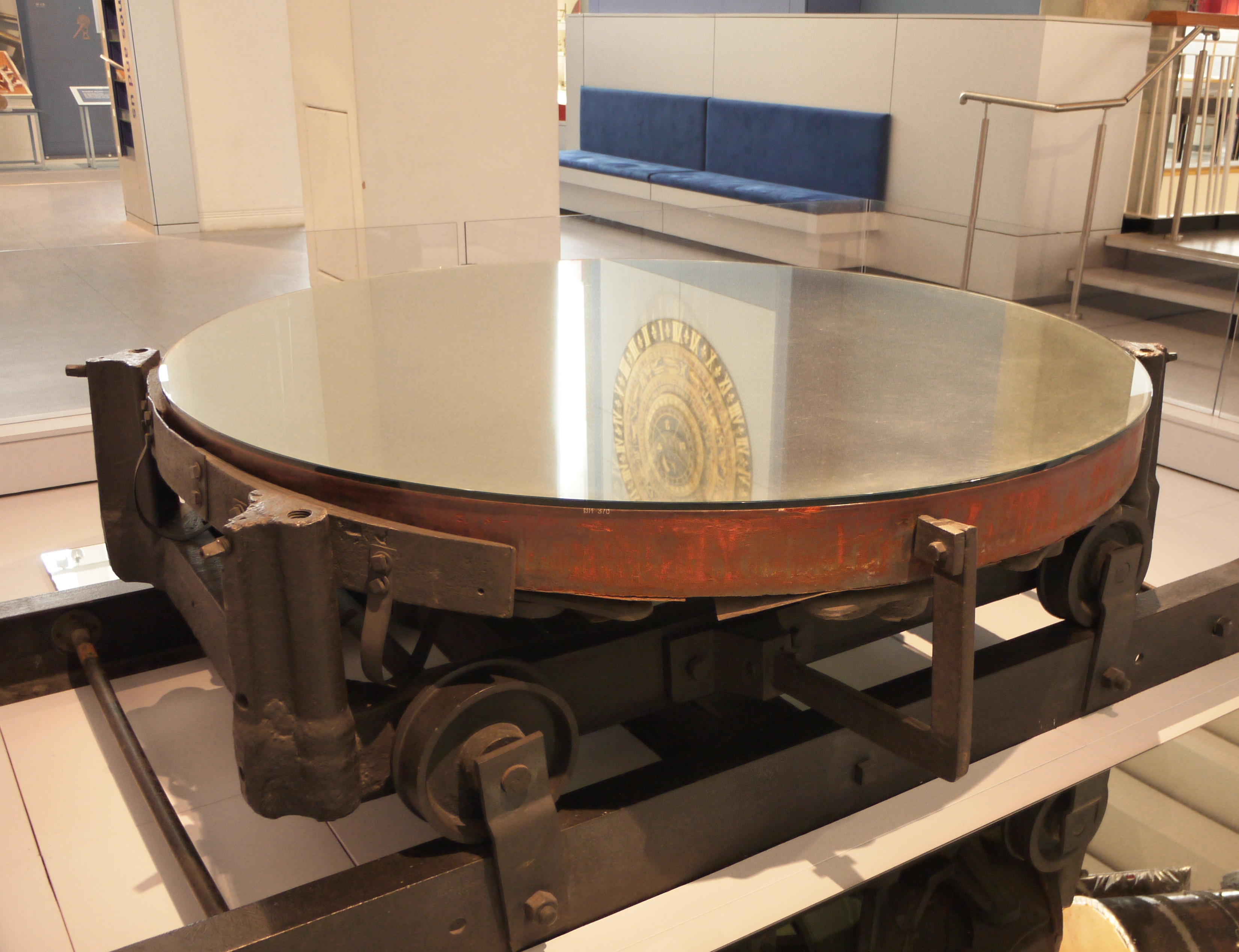
Uno de los dos espejos originales

El tubo era de diseño newtoniano, con el ocular en su lado occidental. Para bajas altitudes, el observador se situaba junto al ocular mediante una barquilla de madera, que podía deslizar sobre una viga de celosía que batía la distancia entre las dos paredes. Esta viga a su vez se desplazaba arriba y abajo sobre una guía curvada para seguir el desplazamiento del telescopio en altitud. Para elevaciones altas, se utilizaba una galería curvada volada junto al muro occidental, que podía moverse de derecha a izquierda gracias a unas guías que deslizaban a través del muro para poder seguir los cambios de acimut del telescopio.

## Operación

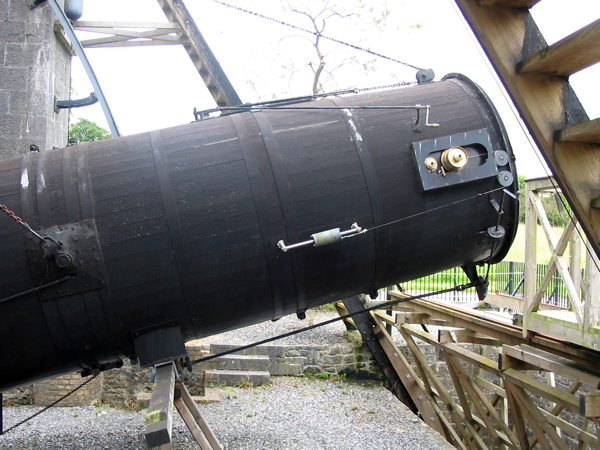
El telescopio reconstruido

El propósito del telescopio era revisar las nebulosas contenidas en los catálogos de Charles Messier y de John Herschel. Estos catálogos listaban tanto grupos de estrellas como nebulosas, y la cuestión era averiguar si estas últimas eran grupos de estrellas no discernibles, o eran auténticas regiones nebulares del espacio. Si se distinguían estrellas en su interior, podrían ser las primeras galaxias en ser identificadas como tales. Parsons descubrió que varias nebulosas tenían una estructura espiral, sugiriendo la existencia de "leyes dinámicas". La espiral más notable observada por Parsons fue la nebulosa Messier 51, en la que la resolución de su telesdopio le permitió detectar estrellas.

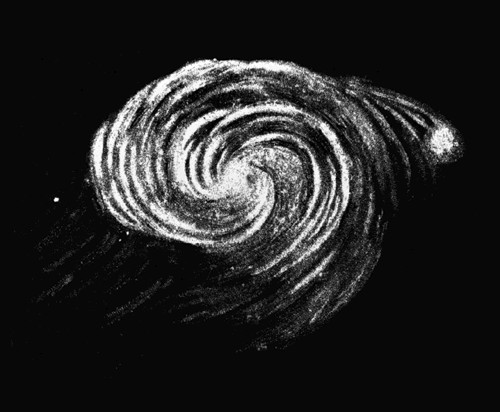
Galaxia Remolino, dibujada por Lord Rosse en 1845, basándose en sus observaciones utilizando el Leviatán

Después de que William Parsons (tercer Conde Rosse) murió en 1867, el 4.º Conde, Lawrence Parsons, continuó utilizando el telescopio de seis pies. De 1874 a 1878, John Louis Emil Dreyer trabajó con el telescopio, iniciando la recopilación de su Nuevo Catálogo General de Nebulosas y Grupos de Estrellas.
A pesar de que el 4.º Conde construyó en 1876 un telescopio ecuatorial más pequeño (de tres pies), el telescopio de seis pies siguió siendo utilizado hasta 1890 aproximadamente. Después de su muerte en 1908, el telescopio fue parcialmente desmantelado, y en 1914 uno de los espejos con su bastidor fue trasladado al Museo de Ciencias de Londres. Se han conservado en el Castillo de Birr tanto los muros del telescopio como el tubo, el segundo bastidor de espejo y la junta universal .

## Reconstrucción

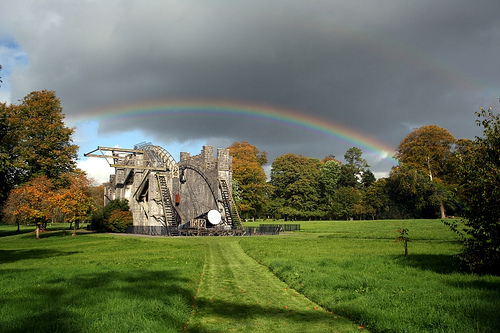
El telescopio reconstruido, visto desde la distancia

Gracias a un programa de televisión, una conferencia, y un libro de Patrick Moore, se produjo un renovado interés por el telescopio de seis pies en la década de 1970. Gradualmente, el telescopio pasó a ser una atracción para los visitantes de la zona.
Pero no sería antes de los años 1990 cuando surgieron planes con el objetivo de reconstruir el telescopio. En 1994, el ingeniero estructural retirado y astrónomo aficionado Michael Tubridy comenzó sus trabajos de investigación para rediseñar el telescopio Rosse de seis pies. Los planos originales se habían perdido, lo que obligó a realizar un trabajo detectivesco para revisar los restos del telescopio, analizar comentarios incidentales procedentes de distintos registros, e interpretar las fotografías contemporáneas tomadas por Mary Rosse, esposa del tercer Conde. El trabajo de reconstrucción duró desde el inicio de 1996 al de 1997. Se planeó incluir un espejo operativo en la reconstrucción, pero debido a restricciones presupuestarias, el espejo pasó a formar parte de un proyecto separado.
El nuevo espejo estuvo instalado en 1999. A diferencia del speculum original, y a diferencia de los soportes modernos de vidrio aluminizados o recubiertos de plata, se fabricó enteramente en aluminio, como una solución de compromiso entre la autenticidad y la utilidad en la observación astronómica.

## Lecturas relacionadas
- Patrick Moore (1981). The Astronomy of Birr Castle. The Tribune Printing and Publishing Group, Birr.
- Patrick Moore (1997). "The Leviathan Reborn". Sky & Telescope, 94.5, p. 52.
- D.H. Levy (2004). "Miracle at Birr Castle". Sky & Telescope, 107.1, p. 84.
- Wolfgang Steinicke. "William Parsons, 3rd Earl of Rosse". Consultado el 22 de noviembre de 2009.

- Datos: Q459970
- Multimedia: Leviathan of Parsonstown / Q459970